# 十三門徒
《十三門徒=關於鬼和我們把同伴吃掉的那件事》是雲翔導演的第八部作品。

## 演員
- 賀飛
- 李蕙敏
- 宜豪
- 凱凱
- 莊慶豐
- 歐文
- 陶德
- 書琦
- 小翔

## 製作
該片於日本、臺灣、西班牙、泰國、香港等地拍攝，最終在2019年10月25日臺灣殺青。